# Alula Australis
Alula Australis (Ksí Ursae Majoris, zkráceně ξ UMa) je vícenásobná hvězda v souhvězdí Velké medvědice, vzdálená přibližně 27 světelných let od Země. Je známá jako první dvojhvězda, u níž byla v historii vypočítána oběžná dráha. Systém se skládá minimálně ze čtyř hvězd (dvě viditelné složky, z nichž každá je spektroskopickou dvojhvězdou) a jednoho hnědého trpaslíka.

## Vlastnosti

### Hlavní složky systému
Alula Australis A a B (někdy označované jako ξ UMa A a ξ UMa B) obíhají společné těžiště s oběžnou dobou 59,878 let. Úhlová vzdálenost mezi oběma složkami se pohybuje přibližně v rozmezí 0,9 až 3,1 obloukové vteřiny, což odpovídá zhruba 21 AU v maximu. Každá z těchto složek je navíc spektroskopickou dvojhvězdou, a celý systém je tak minimálně čtyřnásobný.

### Spektrální složení
ξ UMa Aa
Žlutý trpaslík spektrální třídy G0, poloměr ≈ 1,02 R⊙, hmotnost ≈ 0,97 M⊙.
ξ UMa Ab
Pravděpodobně červený trpaslík (M), poloměr ≈ 0,32 R⊙, hmotnost ≈ 0,38 M⊙.
ξ UMa Ba
Žlutý trpaslík spektrální třídy G5, poloměr ≈ 0,92 R⊙, hmotnost ≈ 0,86 M⊙.
ξ UMa Bb
Pravděpodobně červený trpaslík (M), poloměr ≈ 0,15 R⊙, hmotnost ≈ 0,14 M⊙.

### Hnědý trpaslík
K systému patří rovněž hnědý trpaslík klasifikace T8.5, objevený v roce 2012 prostřednictvím infračerveného teleskopu WISE. Nachází se přibližně 4 000 AU od hlavní části systému.

### Proměnná hvězda
Hlavní složka ξ UMa A je proměnná hvězda typu RS Canum Venaticorum, u níž bylo zaznamenáno kolísání jasnosti o 0,01 magnitudy.

## Tabulka vybraných složek
| Složka                | Spektrální typ | Oběžná doba | Poloměr (R☉) | Hmotnost (M☉) |
| --------------------- | -------------- | ----------- | ------------ | ------------- |
| ξ UMa Aa              | G0             | —           | 1,02         | 0,97          |
| ξ UMa Ab              | M              | 1,833 let   | 0,32         | 0,38          |
| ξ UMa Ba              | G5             | 59,878 let  | 0,92         | 0,86          |
| ξ UMa Bb              | M              | 4 dny       | 0,15         | 0,14          |
| Hnědý trpaslík (T8.5) | T8.5           | —           | —            | —             |

## Historie pozorování
William Herschel identifikoval Alulu Australis v roce 1780 jako vizuální dvojhvězdu. Pozoroval, že jedna složka mění svou polohu vůči druhé, což nasvědčovalo jejich vzájemné gravitační vazbě. V roce 1828 Félix Savary jako první spočítal oběžnou dobu této dvojhvězdy a potvrdil, že jde o fyzicky vázaný systém, nikoli jen náhodné projekční sdružení hvězd.

## Kulturní význam
Název hvězdy pochází z arabského „al-ḳafzah al-ūla“, tedy „první skok“, a odkazuje na pozici hvězdy na tlapě Velké medvědice. V čínské astronomii je ξ UMa známa pod názvem 下台二 (Xià Tái èr), což znamená „Druhá hvězda Dolního schodu“.

## Základní údaje
| Vlastnost          | Hodnota                        |
| ------------------ | ------------------------------ |
| Zdánlivá velikost  | 4,33 / 4,80                    |
| Absolutní velikost | 4,66 / 5,16                    |
| Spektrální třída   | G0 / G5 (hlavní složky)        |
| Hmotnost           | 0,97 M☉ / 0,86 M☉              |
| Poloměr            | 1,02 R☉ / 0,92 R☉              |
| Povrchová teplota  | 6005 K / 5692 K                |
| Vzdálenost         | 27 světelných let              |
| Variabilita        | RS CVn, změna o 0,01 magnitudy |